# Miki Andō
Miki Andō (安藤 美姫 Andō Miki?,  Nagoya, 18 de diciembre de 1987) es una ex patinadora artística sobre hielo japonesa. Fue la campeona mundial 2007 y 2011, campeona de los Cuatro Continentes en el 2011, campeona juvenil del mundo en el 2004 y tres veces ganadora (2004, 2005 & 2006) del Campeonato Nacional japonés.  
Ando fue la primera patinadora en completar con éxito un salto cuádruple, en una competición junior de la ISU, en el Grand Prix Júnior de la temporada 2002-2003.

## Biografía
Andō nació en Nagoya, Japón. Su padre falleció cuando ella tenía ocho años de edad. En 2006, entró en la universidad de Chukyo como una estudiante adulta, de donde se graduó.
Andō tiene una hija, Himawari, nacida en abril de 2013.
En 2014, Andō inició una relación con el patinador Javier Fernández, al que conoció cuando ambos se entrenaban con Nikolái Morózov en los Estados Unidos.

## Carrera

### Comienzos
Comenzó a patinar a los 8 años de edad. Tiempo después fue alumna de Yuko Monna. Al comienzo de la temporada 2000-2001, se entrenó con Nabuo Sato, y su rutina ya contenía un lutz triple en combinación con un loop triple.
En esa temporada ganó el Campeonato Japonés en categoría Júnior, al igual que la final del Grand Prix. 
Ando hizo historia la siguiente temporada 2002/2003 en la final del Grand Prix Júnior, al convertirse en la primera patinadora femenina en completar un salto cuádruple, el salchow, en competencia.

### Temporada 2004-2005
En la temporada 2004-2005 participó en todas las competiciones como patinadora sénior. Ganó dos medallas en la serie del Grand Prix  y se calificó para la final, donde quedó cuarta. 

### Temporada 2005-2006
Miki Ando se mudó a los Estados Unidos para entrenarse con Carol Heiss Jenkins, como preparación para la temporada olímpica. Comenzó bien la temporada, con la medalla de plata en la Copa de Rusia, pero terminó cuarta en el Trofeo NHK y apenas logró clasificarse para la final del Gran Prix, donde también acabó cuarta. En el Campeonato Nacional de Japón obtuvo el sexto puesto. Fue seleccionada para formar parte del equipo olímpico japonés. En los Juegos Olímpicos, obtuvo la decimoquinta posición en el segmento de patinaje libre, donde falló en varios saltos. No formó parte del equipo para el campeonato mundial del mes siguiente.

### Temporada 2006-2007
En la temporada 2006-2007 su entrenador fue Nikolai Morozov. Ando ganó el Skate America y obtuvo la medalla de plata en el Trofeo Eric Bompard. Se calificó para la final del Grand Prix en San Petersburgo, donde compitió con una aflicción estomacal, que también afectó al resto del equipo japonés. Terminó en la quinta posición.
En el Campeonato Nacional de Japón, se dislocó el hombro en un salto del programa libre pero a pesar de eso, obtuvo el segundo lugar detrás de Mao Asada.
En el Campeonato Mundial acabó segunda tanto en el programa corto como en el programa libre, obteniendo 195,09 puntos en total y ganando a Asada por casi un punto. Este fue un nuevo récord personal en ambas categorías. Gracias a esto fue nombrada una de las mujeres del 2007 por la revista Vogue Japón.

### Temporada 2007-2008
La temporada 2007-2008 comenzó con una medalla de plata en Skate America, pero bajó al cuarto puesto en el Trofeo NHK, donde se cayó tres veces en el programa libre. No pudo entrar en la final del Grand Prix.
En los campeonatos japoneses, ganó el programa libre, y se clasificó en segundo lugar, por detrás de Asada.
En febrero, compitió por primera vez en el Campeonato de los Cuatro Continentes, donde intento un salchow cuádruple, pero solo consiguió hacer un doble. Ganó la medalla de bronce. En el Campeonato Mundial, terminó octava en el programa corto y se tuvo que retirar del programa libre a causa de una lesión muscular en la pierna. 

### Temporada 2008-2009
En su primera competición del Grand Prix 2007-2008, se colocó en tercer lugar después de Kim Yu-Na y Yukari Nakano. Además obtuvo el segundo lugar en la Copa de China. En la final del Grand Prix, Ando aterrizó un salto cuádruple, el primero desde 2004, pero los jueces dictaminaron que no había completado las cuatro revoluciones en el aire y el salto contó solo como un triple. Quedó en último lugar.
En el Campeonato nacional japonés, terminó tercera en el programa corto y, a pesar de que se lesionó una rodilla practicando, obtuvo una posición para representar a Japón en el Campeonato Mundial.
Representó a Japón para participar en el Trofeo Mundial por equipos, celebrado en Tokio, donde obtuvo la tercera posición en el programa corto, la sexta en el programa libre y la quinta en la clasificación general. El equipo japonés obtuvo la medalla de bronce.

### Temporada 2009-2010
La Federación Japonesa de Patinaje decidió seleccionar a la mejor medallista del Grand Prix para el equipo olímpico. Con esto en mente, Ando compitió en la Copa Rostelecom, donde se ubicó en el tercer lugar en el programa corto y el primero en el programa libre. En el Trofeo NHK, obtuvo la segunda posición en ambas partes de la competición y quedó primera en la general. Estas dos victorias permitieron a Ando calificarse para la final del Grand Prix 2009-2010, la cual tuvo lugar en Tokio. En la final, ganó la medalla de plata, por delante de la otra patinadora japonesa, Akiko Suzuki, lo que le valió la clasificación para representar a Japón en los Juegos Olímpicos
En los Juegos Olímpicos, Ando obtuvo la cuarta plaza en el programa corto y la sexta en el programa libre, acabando quinta en la clasificación final. Aunque había considerado retirarse del patinaje durante la temporada 2010-2011, cambió de opinión tras los Juegos.
En el Campeonato Mundial de 2011 se cayó al efectuar el lutz triple inicial y acabó en la undécima plaza, pero fue tercera en el programa libre, lo que le permitió ascender hasta la cuarta posición.

### Temporada 2010-2011
En la serie del Grand Prix de la temporada 2010-2011, Ando compitió en la Copa de China y la Copa Rostelecom. Intentó la combinación lutz triple-loop triple en la Copa de China, pero no recibió crédito por el segundo triple por faltarle rotación y acabó tercera en el programa corto; sin embargo, no tuvo errores en el programa libre y obtuvo el primer puesto en ese segmento y en la clasificación general. En una de las sesiones de entrenamiento de la Copa Rostelecom chocó contra Abzal Rakimgaliev y se lesionó la espalda, pese a lo cual ganó la competición con la quinta plaza en el programa corto y la primera en el programa libre. En la final del Gran Prix fue quinta en el programa corto, con fallos en dos de los saltos. Ganó el programa libre, pero su puntuación no fue lo suficientemente alta para adelantar a sus competidoras y terminó quinta.
Ando ganó la medalla de oro en el Campeonato de los Cuatro Continentes de 2011, con sendas victorias en el programa corto y el programa libre. En abril de 2011 se proclamó Campeona Mundial, batiendo a Kim Yu-Na por menos de dos puntos.

### 2011-2014
En junio de 2011, Ando anunció que no participaría en la serie del Grand Prix en el otoño siguiente. Posteriormente, decidió no competir durante la temporada 2011-2012; en su lugar,  tomó parte en espectáculos sobre hielo, como Reborn Garden, cuyos beneficios fueron destinados a las víctimas del temblor de tierra y maremoto en Japón de 2011. La misma Ando planeó y coreografió el evento.
En 2012, Ando fue seleccionada para participar en las competiciones del Grand Prix de la temporada 2012-2013 Copa de China y Trofeo Éric Bompard, pero en octubre del mismo año declinó participar porque no podía encontrar un entrenador. Poco después, descubrió que estaba embarazada. En abril de 2013 dio a luz a su hija y comenzó a entrenarse de nuevo al mes siguiente. Participó en el Trofeo Nebelhorn de 2013, donde ganó la medalla de plata. Tras terminar séptima en el Campeonato de Japón, y sin posibilidades de participar en los Juegos Olímpicos de 2014, Ando anunció su retirada del patinaje competitivo para iniciar su carrera como entrenadora.